# Helge Musial
Helge Musial ist ein deutscher Choreograf und Tanz- und Theaterpädagoge.

## Leben
Musial studierte Choreografie an der Hochschule für Schauspielkunst Ernst Busch in Berlin, an der Schule für Musik und Choreografie in Riga, beim Niederländischen Nationalballett in Amsterdam und an den Graham Studios in New York. Helge Musial war Mitglied der Kompanie der Tanzfabrik Berlin in den Jahren 1982 bis 1998. Von 1998 bis 2005 leitete er eine unabhängige Tanzkompanie.
Nach einer Dekade der Arbeit an Universitäten und Colleges in England und Deutschland erfolgte 2014 die Berufung zum Professor in der Musik- und Tanzpädagogik an die Universität Mozarteum in Salzburg.